# Constantin Hansen
Carl Christian Constantin Hansen (født 3. november 1804 i Rom, død 29. marts 1880 på Frederiksberg) var en dansk maler, søn af maleren Hans Hansen (1769-1828) og hustru Henriette, født Lie.
Constantin Hansen spillede en væsentlig rolle i dansk guldalderkunst. Han malede især portrætter, genrescener og arkitektur, men var også optaget af religiøse og mytologiske motiver. Blandt hans mest berømte værker er det enorme oliemaleri Den grundlovgivende Rigsforsamling der blev malet mellem 1861 og 1865.

## Uddannelse
I 1816 blev Constantin Hansen som 12-årig optaget på Kunstakademiets Bygningsskole for at uddanne sig til arkitekt. Under sine studier arbejdede han i tre år hos bygmester C.B. Hornbech og modtog undervisning i perspektiv hos professor G.F. Hetsch. Men i 1825 afbrød Hansen studiet for at uddanne sig til kunstner på Kunstakademiets Modelskole, hvor han først blev undervist af J.F. Clemens og C.A. Lorentzen og fra 1828 af C.W. Eckersberg, som blev den underviser fra akademiet, der fik størst indflydelse på Hansens kunst.

## Rejser
I 1835 modtog Constantin Hansen et toårigt rejsestipendium, og samme år rejste han via Berlin, Dresden, Prag, Nürnberg og München til Rom. Hansen etablerede sig i Rom i perioden 1835-1843 og rejste under sit ophold rundt i Italien, hvor han besøgte Napoli, Pompeji og Pæstum sammen med maleren Jørgen Roed .
Constantin Hansen udviklede en stor interesse for pompejansk dekorationskunst. I 1839 ydede Kunstakademiet støtte til en rejse fra Rom til Napoli, så Hansen kunne arbejde med at kopiere de antikke freskomalerier i Napolis arkæologiske museum. Undervejs fik han følgeskab af maleren Christen Købke og dekorationsmaleren Georg Hilker. Formålet med Hansens oliekopier var et forarbejde til sit og Hilkers fælles forslag til udsmykningen af Københavns Universitets vestibule.
Eftersom Hansen og Hilker fik tildelt dekorationsopgaven på Københavns Universitet, gjorde Hansen på sin rejse hjem mod Danmark ophold i München, hvor han studerede freskomaleriets teknik. Udsmykningsarbejdet på Københavns Universitet stod på fra 1844 og helt frem til 1853. Hansen malede de mytologiske figurer, mens Hilker tog sig af de pompejansk inspirerede dekorationer og indramninger. Det gennemgående motiv i udsmykningen er de to græske guder Apollon og Athene.

## Stil og motiver

### Arkitekturstudier
Constantin Hansen havde fra en tidlig alder interesse for arkitektur og studerede til arkitekt inden han begyndte på Kunstakademiet.
Hansen har i flere værker skildret danske bygninger. I samtiden satte kunsthistorikeren N.L. Høyen sit præg på de unge danske kunstnere og ansporede dem til at dyrke det nationale i deres kunst. Høyen opfordrede dem bl.a. til at skildre danske kirker og slotte. Hansen gengav disse motiver i værkerne Parti af det indvendige af Ringsted Kirke. I forgrunden Constantin Hansen og Jørgen Roed (1829), Slottet Kronborg (1834)og i Et parti af Christiansborg Slot (1830).
Maleriet af Kronborg Slot blev til, fordi Kunstforeningen i København udskrev en konkurrence om at skildre en bemærkelsesværdig bygning i Danmark. Bag opgaveformuleringen stod N.L. Høyen.
Hansen udviste også en stor interesse for den antikke arkitektur, som han under sit ophold i Rom skildrede i små olieskitser i det fri. Hansen stiftede bekendtskab med den romerske arkitektur gennem C.W. Eckersberg, som under sit studieophold i Rom i årene 1814-1816 havde malet en række romerske prospekter, som hans elever på akademiet så og blev inspireret af.
Maleriet Titusbuen i Rom (1839) er et af Hansens mest eksperimenterende arkitekturstudier. Han har skildret bygningsværket fra en meget utraditionel vinkel, der får maleriet til at fremstå som et eksperiment i visuelle virkemidler. Titusbuens forside fremstår meget forkortet, fordi Hansen har skildret bygningsværket fra siden og ikke frontalt. Det bevirker, at Titusbuens detaljer og særkende ikke er i fokus. Denne tilgang til motivet vidner om Eckersbergs indflydelse på Constantin Hansen. Eckersberg havde skolet sine elever til at åbne øjnene for det uventede fx ved at skildre et kendt motiv fra en uvant vinkel.
Hansen kombinerede også sin interesse for arkitektur med folkelivsscener. Han skildrede ligesom Eckersberg det såkaldte Vesta-tempel i Rom i værket Det såkaldte Vesta-templet med dets omgivelser i Rom (1837). Men der er en markant forskel på de to kunstneres gengivelse af det samme motiv. Hvor Eckersbergs gengivelse bærer præg af en stramt opbygget komposition med fokus på templets arkitektoniske form, brugte Constantin Hansen templet som en kulisse for en folkelivsscene. I Hansens maleri er templet en del af en større scene med et barokspringvand i forgrunden, bygningsværker i baggrunden og mennesker, der opholder sig rundet om templet.

### Portrætter
Constantin Hansen malede over 650 malerier, hvoraf portrætter og portrætstudier udgør over halvdelen. Men det var snarere nødvendighed end lyst, der drev ham til at udføre det store antal portrætter. Hansen begyndte, allerede mens han studerede, at male portrætter på bestilling, fordi han efter faderens død i 1828 måtte forsørge sig selv og sine søskende. Hansen var en dygtig portrætmaler og genren var en sikker indtægtskilde.
Hansens tidlige portrætter (1824 til 1835) til det år, hvor han rejste til Italien, skildrer hans nære omgangskreds af familiemedlemmer, venner og kollegaer. Stilmæssigt bærer de tidlige portrætter præg af en interesse for den skulpturelle form. I de tidlige portrætter var Hansen stilmæssigt inspireret af sin far, portrætmaleren Hans Hansen, og af C.A. Lorentzen, som Hansen blev undervist af på Kunstakademiet.
I værket Kunstnerens søstre Signe og Henriette læsende i en bog (1826), har Hansen skildret de to piger med vægt på en skulpturel gengivelse af form og med en stærk og særpræget farveholdning. Denne stil ændrede sig efter Hansen blev elev af Eckersberg.
Portrættet af Hanne Wanscher (1835) vidner om en stilmæssig ændring sammenlignet med Hansens tidligere portrætter. I forhold til fx Kunstnerens søstre Signe og Henriette læsende i en bog (1826) er kompositionen i dette portræt mere stram og enkel og farveholdningen er lysere og lettere.
Under opholdet i Rom studerede Constantin Hansen den italienske renæssancemaler Rafaels kunst. Efter rejsen til Rom bærer Constantin Hansens portrætter præg af inspiration fra Rafaels kvindeskildringer. Det betød, at Hansen portrætstil blev mere forenklet og idealiseret.
I 1848 og 1849 arbejdede Constantin Hansen på et portræt af arkitekten M.G. Bindesbøll. Maleriet var en bestillingsopgave fra Thorvaldsens Museum, som ønskede et maleri af museets arkitekt. Hansen har skildret Bindesbøll med arkitekturtegningerne til museet i den ene hånd og en blyant i den anden. Hansens portræt iscenesætter på højtidelig og alvorlig vis Bindesbøll som betydningsfuld person.
Constantin Hansen stræbte ikke efter en fuldstændig realistisk gengivelse af dem, han portrætterede. Han stræbte efter en balance mellem det skønne og det naturlige. Hansen beskrev i den lille afhandling De ”Skjønne Kunsters” Enhed sine tanker om forholdet mellem naturalisme og idealisme: "Den ene søger Sandheden paa Skjønhedens Bekostning, den anden søger Skjønheden på Sandhedens Bekostning, men i ethvert Kunstværk maa disse to Retninger findes sammensmeltede. Er Naturalismen ikke tilstede, slaar Kunsten over i det Maniererte og Karakterløse: men er Idealismen ikke tilstede, fortaber Kunsten sig ikke i den skuffende Naturefterligning."

### Nordisk mytologi
I 1852 modtog Constantin Hansen en bestilling fra den nationalliberale politiker Orla Lehmann på et maleri med motiv af Ægirs gilde, en historie kendt fra den nordiske mytologi. Hansens maleri Ægirs Gæstebud stod først færdigt fem år senere i 1857.
Allerede inden denne bestilling havde Hansen haft interesse for oldnordiske emner. Han havde læst Nordens Mythologie, de islandske sagaer og havde modtaget islandsk sprogundervisning. I 1849 udførte Hansen illustrationerne til Henrik Hertz’ digt Tyrfing, et nordisk Digt fra den Mytiske Tid.
Motivet i Ægirs gæstebud er en scene fra den nordiske mytologi, hvor Loke jages væk af Thor, efter at han har opført sig hånligt over for guderne til en fest hos havjætten Ægir. I denne historie fremstilles Thor som helten, der jager skurken Loke væk.
Da maleriet stod færdigt, modtog Hansen kritik for ikke at være lykkedes med opgaven. Samtidens kritikere mente, at guderne var fremstillet for milde og at de derfor ikke fremstod guddommelige nok.
Efter Ægirs Gæstebud malede Hansen kun få malerier med motiver fra den nordiske mytologi. De næste malerier bestod mest af enkeltstående figurer fra den nordiske mytologi uden dramatiske handlingsforløb, fx Heimdal lyttende ved Bifrost (1861) og et loftsmaleri af Ydun, som den nationalliberale politiker og digter Carl Ploug bestilte i 1863 til Studenterforeningens festsal.

### Et Selskab af danske Kunstnere i Rom
Da Kunstforeningen i København i 1837 bestilte et billede fra Rom med selvvalgt motiv, udførte Constantin Hansen maleriet Et Selskab af danske Kunstnere i Rom. Maleriet skildrer et ukonventionelt samvær mellem danske kunstnere i Rom, der konverserer. Billedet afspejler kunstnernes nye selvbevidsthed i det kunstdyrkende borgerlige samfund.

### Udsmykningsopgaver
- 1831: Pompejansk inspireret vægdekoration i H.E. Freunds bolig på Frederiksholms Kanal
- 1834: Udsmykningsopgave i pompejansk stil på Vestergade i samarbejde med Købke og Marstrand. Lejligheden tilhørte Købkes søster Cecilie Margrethe og dennes mand Christian Petersen
- 1844-1853: Udsmykning af vestibulen på Københavns Universitet på Frue Plads i samarbejde med dekorationsmaleren Georg Hilker
- 1855: Loftsudsmykning ved ombygningen af Det gamle Kongelige Teater
- 1860: Udsmykning af Roskilde Domkirkes kor. Hansen maler Kristus og de tolv apostle al fresco
- 1863: Loftsudsmykning forestillende den nordiske gudinde Ydun til Studenterforeningens festsal
- 1866: Altertavlen til Slaglille Kirken står færdig
- 1867: Altertavle til Vor Frue Kirke i Roskilde står færdig

## Karriere
- 1826: Modtager Kunstakademiets lille sølvmedalje
- 1829: Modtager Kunstakademiets store sølvmedalje
- 1831: Konkurrerer forgæves om den store guldmedalje på Kunstakademiet
- 1833: Konkurrerer igen forgæves om den store guldmedalje på Kunstakademiet
- 1835-1843: Ophold i Rom
- 1837: Kunstforeningen i København bestiller et maleri med selvvalgt motiv. I årets løb maler Hansen Et selskab af danske kunstnere i Rom
- 1846: Indsender medlemsstykke til Kunstakademiet, men værket forkastes og Hansen bliver derfor ikke medlem af Akademiet
- 1852: Modtager udstillingsmedaljen på Charlottenborgs forårsudstilling
- 1852: Orla Lehmann bestiller Ægirs Gæstebud
- 1854: Udnævnes til titulær professor
- 1860: Påbegynder første udkast til det store maleri Den grundlovgivende Rigsforsamling bestilt af grosserer Alfred Hage
- 1864: Bliver medlem af Kunstakademiet og udstillingskomitéen ved Charlottenborg
- 1873-1879: Vicedirektør for Kunstakademiet[18]
- 1874 udnævnes til Ridder af Dannebrog og året efter etatsråd

## Familie
Constantin Hansen blev gift 22. maj 1846 i Helligåndskirken med Magdalene Barbara Købke (10. september 1825 i Fredericia – 18. marts 1898 på Frederiksberg), datter af stabskaptajn, senere oberstløjtnant Niels Christian Købke (1793-1849) og Mette Marie Bruun (1798-1888). Børn (alle tog navneforandring fra Constantin-Hansen til Konstantin-Hansen 10. oktober 1908):
1. Laurids Constantin-Hansen (21. marts 1847 i København – 26. marts 1848 i København)
2. Kristiane Konstantin-Hansen (16. marts 1848 - 1925), væverske
3. Sigurd Konstantin-Hansen (19. februar 1850 - 1938), præst og maler
4. Helga Constantin-Hansen (4. november 1851 i København – 6. november 1851 i København)
5. Ivar Constantin-Hansen (18. december 1852 i København – 11. januar 1853 i København)
6. Signe Konstantin-Hansen (17. januar 1854 i København – 18. september 1927 på Frederiksberg), lærerinde ved Skolen for Vanføre
7. Hans Christian Constantin-Hansen (20. november 1855 i København – 19. november 1875 i Biscayabugten), letmatros
8. Elise Konstantin-Hansen (4. maj 1858 - 1946), maler
9. Karl Kristian Konstantin-Hansen (31. marts 1860 - 1934), direktør
10. Marie Magdalene Konstantin-Hansen (12. november 1861 på Frederiksberg – 1952)
11. Alvilde Constantin-Hansen (24. august 1863 - 24. februar 1864)
12. Meta Marie Konstantin-Hansen (15. april 1865 - 1951)
13. Thora Konstantin-Hansen (2. juni 1867 - 1954)

Constantin Hansen er begravet på Frederiksberg Ældre Kirkegård.

## Galleri
- Kunstnerens søster Alvilde, 1825, Statens Museum for Kunst
- Tre unge piger.Kunstnerens søstre Alvilde, Ida, Henriette, 1827, Statens Museum for Kunst
- Pige med frugter i kurv, ca. 1827, Statens Museum for Kunst
- Parti af det indvendige af Ringsted Kirke. I forgrunden Constantin Hansen og Jørgen Roed, 1829, Statens Museum for Kunst
- Slottet Kronborg, 1834, Statens Museum for Kunst
- Det såkaldte Vestatempel med dets omgivelser i Rom, 1837, Statens Museum for Kunst
- To søjler fra Neptun-Templet i Pæstum, 1838, Metropolitan Museum of Art
- Athenatemplet i Pæstum, 1838, Statens Museum for Kunst
- Scene på Molo'en ved Napoli, 1839, Statens Museum for Kunst
- Det indre af S. Maria sopra Minerva i Rom, 1839, Nivaagaards Malerisamling
- Hvilende model, 1839, Glyptoteket
- En lille pige, Elise Købke, med en kop foran sig, 1850, Statens Museum for Kunst
- Interiør med Georgia Skovgaard og sønnerne. Joakim med byggeklodser og Niels stående på moderens skød, ca 1860, 14.728, Skovgaard Museet, ca 1860, Skovgaard Museet